# المركب الرياضي بأبيغوندو
المركب الرياضي بأبيغوندو أو ملعب إل موندو ديل فوتبول هو ملعب التداريب لنادي ديبورتيفو لاكورونيا والملعب الرئيسي لنادي ديبورتيفو فابريل. يقع في أبيغوندو، افتتح في 2003.